# Mostafa Smaili
Mostafa Smaili (né le 9 janvier 1997 à Ifrane) est un athlète marocain, spécialiste du 800 mètres.

## Biographie
Licencié à l'Athlétic Jeunes Bastia, Mostafa Smaili se classe quatrième du 1 500 m lors des Jeux olympiques de la jeunesse d'été de 2014, à Nanjing.
En 2016, sur 800 mètres, il termine sixième des championnats du monde en salle à Portland, puis s'adjuge la médaille de bronze aux championnats du monde juniors de Bydgoszcz. Il atteint les demi-finales des Jeux olympiques de Rio.

## Palmarès
| Date | Compétition                     | Lieu       | Résultat | Épreuve | Temps         |
| ---- | ------------------------------- | ---------- | -------- | ------- | ------------- |
| 2014 | Jeux africains de la jeunesse   | Gaborone   | 3e       | 1 500 m | 3 min 47 s 99 |
| 2016 | Championnats du monde en salle  | Portland   | 6e       | 800 m   | 1 min 52 s 32 |
| 2016 | Championnats du monde juniors   | Bydgoszcz  | 3e       | 800 m   | 1 min 46 s 02 |
| 2017 | Jeux de la solidarité islamique | Bakou      | 1er      | 800 m   | 1 min 45 s 78 |
| 2017 | Jeux de la Francophonie         | Abidjan    | 2e       | 800 m   | 1 min 46 s 73 |
| 2018 | Championnats du monde en salle  | Birmingham | 6e       | 800 m   | 1 min 48 s 75 |
| 2018 | Jeux méditerranéens             | Tarragone  | 2e       | 800 m   | 1 min 47 s 56 |
| 2018 | Championnats d'Afrique          | Asaba      | 3e       | 800 m   | 1 min 44 s 90 |
| 2023 | Championnats panarabes          | Marrakech  | 2e       | 800 m   | 1 min 46 s 69 |
| 2023 | Jeux de la Francophonie         | Kinshasa   | 2e       | 800 m   | 1 min 47 s 76 |

## Records
| Épreuve | Performance   | Lieu    | Date        |
| ------- | ------------- | ------- | ----------- |
| 800 m   | 1 min 44 s 90 | Šamorín | 4 juin 2016 |